# Illustrerad Tidning för Fruntimmer

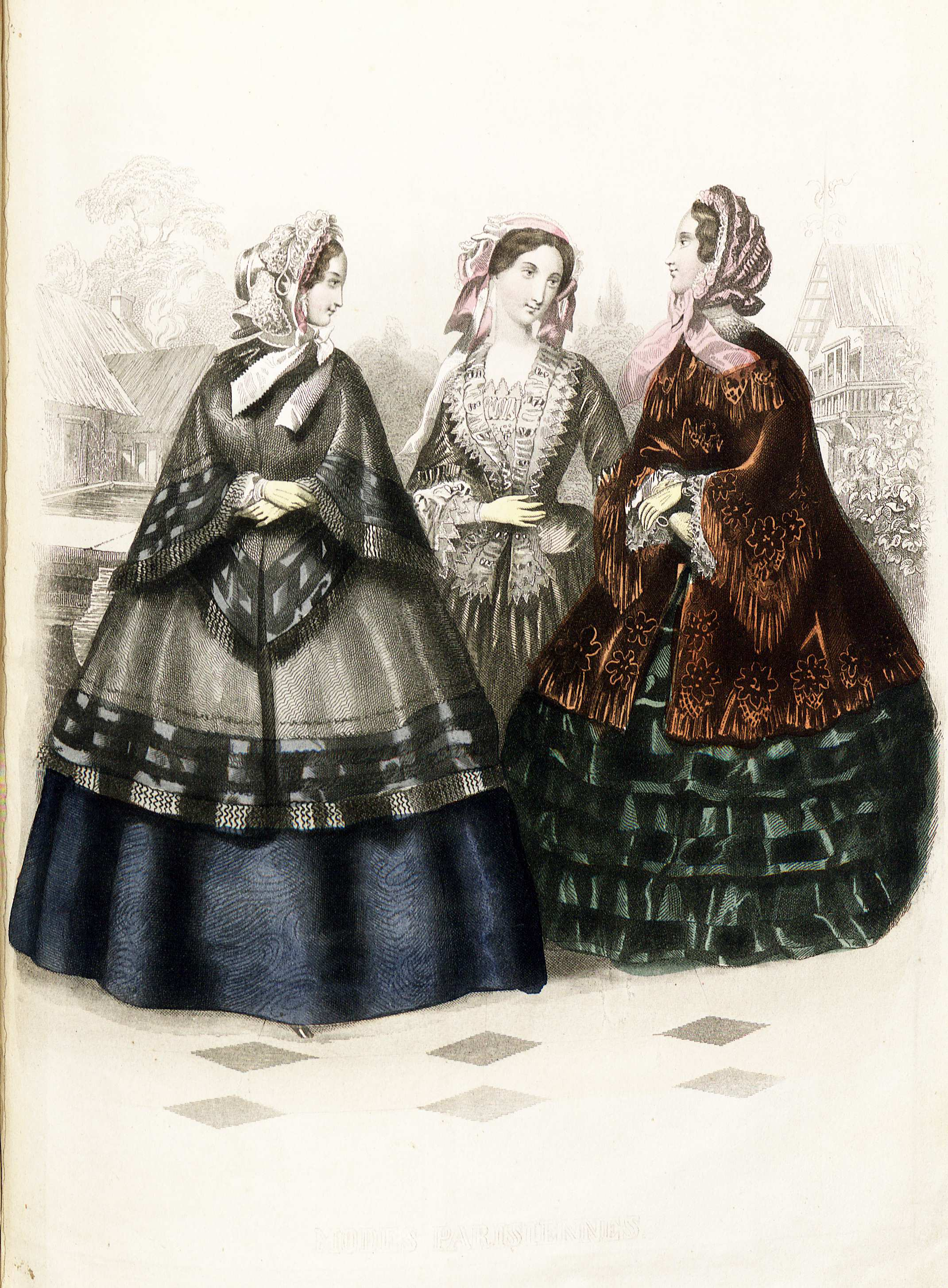
Illustrerad tidning för fruntimmer jemte Stockholms mode-journal 1855, illustration nr 1

Illustrerad Tidning för Fruntimmer,  var en svensk damtidning, publicerad 1853-1856. Den uppgick 1856 i Stockholms Mode-Journal, och som samma år i sin tur uppgick i Nyaste Journal för Damer. 
Devisen angavs vara: »Qvinnans spegel är hemmet» och »Välstånd! Bildning! Trefnad!»
Dess innehåll angavs vara: 
"Till spridning af bildning, trefnad och välstånd i hemmet. Köks- och Hushållstidning. Qvinliga Handarbeten. Stick- och Virkmönster. Tapisseri-arbeten. Korsett- och Fruntimmersskrädderi. Mode-Journal. Hus-medicin. Helso- och Skönhetsvård. Barnauppfostran. Följetong. Theater-revue."
Tidningen utgavs av bokförläggaren Philipp J. Meyer och trycktes i Stockholm hos 0. M. Thimgren. Den innehöll kolorerade modeplanscher och mönsterbilagor. Den redigerades av Wilhelmina Stålberg. Den inlemmade Stockholms Mode-Journal, som Meyer köpte av Albert Bonnier. 1856 köptes tidningen av Albert Bonnier, som utgav den endast som Stockholms Mode-Journal, vilken i slutet av samma år lades ned och inlemmandes i Penelope. Nyaste Journal för damer.